# Aula Nova
Aula Nova – aula koncertowa znajdująca się przy ul. Święty Marcin i pl. Stefana Stuligrosza, należąca do Akademii Muzycznej w Poznaniu. W 2015, w związku z nadaniem placowi u zbiegu ul. Święty Marcin i al. Niepodległości imienia Stafana Stuligrosza, aula otrzymała nowy adres pl. Stefana Stuligrosza 1.

## Architektura
Obiekt, zaprojektowany przez Jerzego Gurawskiego, ukończono w 2006 (otwarcie 9 października). Rok później, w czerwcu, uzyskał tytuł „Budowa Roku 2006” i nagrodę I stopnia w kategorii „Obiekty użyteczności publicznej”.
Przy Auli stoi pomnik Ignacego Jana Paderewskiego odsłonięty w 2015.